# Luisel Ramos
Luisel Ramos (Montevideo, 12 de abril de 1984 - Montevideo, 2 de agosto de 2006) fue una modelo uruguaya, hermana mayor de la también modelo Eliana Ramos (1988-2007). Ambas fallecieron, con seis meses de diferencia, por enfermedad congénita no declarada, conocida como síndrome de Brugada.

## Biografía
Luisel Ramos nació en La Unión, un barrio de clase media en Montevideo. Su padre fue Luis Ramos (1939-2021), que acompañó a la Selección de fútbol de Uruguay en el Mundial de Fútbol de 1966, en Inglaterra. Su madre fue Elsa Arregui, deportista, profesora de gimnasia y madre dedicada a sus dos únicas hijas.
El 2 de agosto de 2006, a las 20:05 se desvaneció, y a las 21:15, una hora después de haber recibido el llamado, arribó el SEMM una hora y media más tarde y la declaró muerta. Luisel Ramos murió de insuficiencia cardíaca causada por el síndrome de Brugada, mientras participaba en un desfile durante la Semana de la Moda en Montevideo (Uruguay). Se había sentido indispuesta después de su desfilada por la pasarela y se desvaneció en el camino de vuelta al vestuario. Tenía entonces 22 años.
En el momento de su muerte pesaba 56  kg con una altura de 1,75 m (5 pies 9 pulgadas) y un IMC (índice de masa corporal) de 18,37. La Organización Mundial de la Salud define que un IMC menor a 16 es una delgadez severa.
El martes 13 de febrero de 2007, Eleana Ramos, la hermana menor de Luisel, de 18 años de edad, también modelo, murió en la casa de sus padres mientras dormía acompañada por su abuela en Montevideo, debido a un ataque al corazón.

## Consecuencias en los desfiles de moda
Un mes después de la muerte de Luisel Ramos, el gobierno español y empresarios de la moda decidieron no aceptar modelos extremadamente delgadas en la pasarela Cibeles, el desfile más importante del diseño de moda español. La medida indicaba que los modelos femeninos debían tener, por lo menos, el índice de masa corporal en 18.
En septiembre de 2006, la Semana de la Moda de Madrid estableció un mínimo de IMC de 18 para todas las modelos. En diciembre de 2006, los diseñadores de moda italiana prohibieron que las modelos de tamaño 0 caminaran por sus pasarelas.[cita requerida]